# هارفي غولدمان
هارفي غولدمان (بالإنجليزية: Harvey Goldman)‏ هو فنان أمريكي، ولد في 28 سبتمبر 1951 في شيكاغو في الولايات المتحدة.